# Орловський централ
Орловський централ — одна з найбільших каторжних тюрем царської Росії, потім тюрма Радянської Росії та сучасної Росії.
Будівля тюрми є однією з найстаріших в Орлі. Вона не перебудовувалась і не змінювала свого призначення з моменту заснування в 1840 році. Спочатку тут була арештантська рота, а до початку 1870 р. вона виросла до виправного арештантського відділу. В 1908 р. цю роту перетворили на тимчасовий каторжний централ. До 20% були політв'язнями, яких тримали разом із злочинцями. Це стало місцем політичного терору для революціонерів 1905 р. Майстерні Орловського централу постачали всі тюрми Росії ножними кайданами і наручними ланцюгами.

## Відомі в'язні

### До революції
- Ф. Е. Дзержинський (1915—1916 рр.) — нині його камеру зберігають як музейний експонат;
- Б. П. Жадановський (1912—1914 рр.);
- Г. І. Котовський (1910 р.);
- А. А. Літкенс (1908—1909 рр.);
- Г. І. Матіашвілі (1915—1916 рр.).

### Відомі в'язні в радянські часи
- Дітріх фон Заукен;
- Раковський Християн Георгійович;
- М. І. Спиридонова.

Є версія, що деякий час у цілковитій таємниці тут утримували Нестора Махна.